# Govind Perumal
Govind Perumal (ur. 25 września 1925, zm. 17 września 2002 w Nala Sopara) – indyjski hokeista na trawie. Dwukrotny złoty medalista olimpijski.
Brał udział w dwóch igrzyskach (IO 52, IO 56), na obu zdobywając złote medale.